# The Hollywood Palace

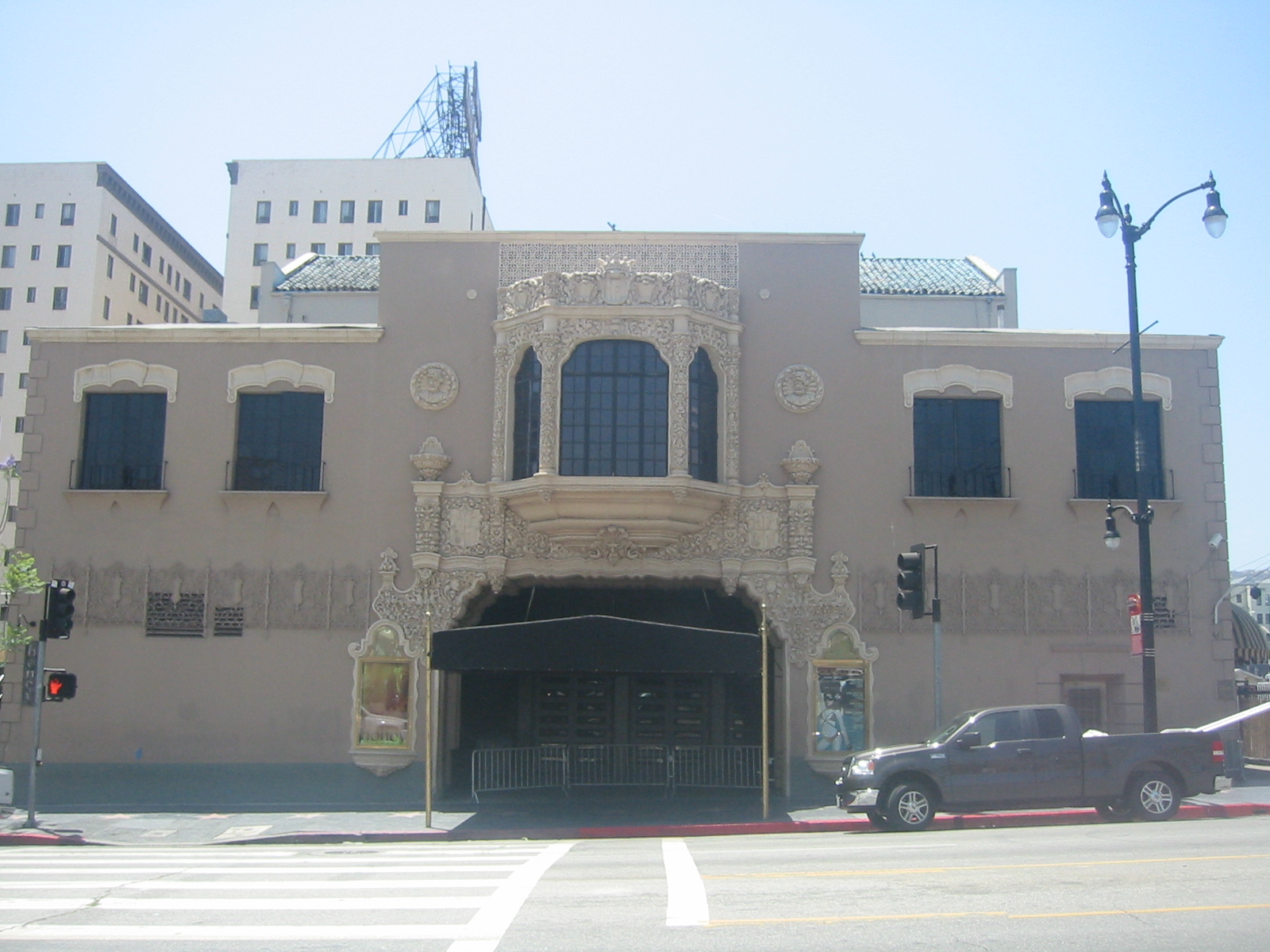
Theater waar de uitzendingen werden opgenomen

The Hollywood Palace was een Amerikaanse variétéshow van een uur, die wekelijks op zaterdagavond werd uitgezonden (behalve van september 1967 tot januari 1968, toen het op maandagavond te zien was) op ABC van 4 januari 1964 tot 7 februari 1970. Het werd uitgezonden vanuit Vine Street 1735, Hollywood, Los Angeles. Het verving The Jerry Lewis Show, dat na drie maand werd stopgezet.
In tegenstelling tot vergelijkbare programma's zoals The Ed Sullivan Show, gebruikte de serie elke week een andere host. Bing Crosby organiseerde de meeste optredens had als gastheer. 